# Un aller simple
Pour les articles homonymes, voir Un aller simple (film).
Un aller simple est un roman de Didier van Cauwelaert publié en juillet 1994 aux éditions Albin Michel et ayant obtenu le prix Goncourt la même année. Ce roman a été adapté au cinéma dans le film, Un aller simple par Laurent Heynemann en 2001.

## Historique
Le roman remporte le prix Goncourt en novembre 1994 grâce à la double voix du président de l'Académie Goncourt, Hervé Bazin.

## Résumé
Aziz Kemal, Marseillais de cœur, d'accent et de naissance, est fils de parents morts dans un accident de voiture. Tiré de la voiture (une Citroën Ami 6, d'où son prénom) par un Tsigane, Vasile, des quartiers nord de Marseille, il a grandi avec un faux passeport marocain puisque celui-ci était moins cher qu'un français. En outre, Aziz a trouvé un compromis : il a le rôle d'arbitre lors des jeux de foot, car il ne veut ni trahir les Français, ni les Tsiganes. À neuf ans, Aziz se met à veiller lors de cambriolages et à onze ans il doit quitter l'école qu'il aime, pour se consacrer aux vols d'autoradios. Avant d'être envoyé dans son pseudo pays natal, Aziz tombe amoureux de Lila, une Manouche (Sinti), avec qui il a fait l'amour avant son mariage. Or, Rajko interdit à Lila de continuer à fréquenter Aziz, pourtant « un fond d'espoir bizarre l'empêche d'être malheureux ». Cependant un mariage entre Lila et Rajko, un grand mécanicien tsigane et ami d'Aziz, est prévu, qui pourtant n'aura jamais lieu.
Ainsi, c'est Aziz qui épouse Lila (ayant gagné un vote puisqu'il a fourni « douze Pioneer laser et quarante enceintes Bose »), mais lui aussi est emprisonné, car le joaillier chez qui il a acheté la bague l'a injustement accusé de vol (Aziz ne pouvait point plaider sa cause, car il a oublié de réclamer la facture), quoique cette bague soit une des rares choses qu'il ait achetées honnêtement puisqu'un « cadeau de fiançailles, quand on est honnête, ça ne se vole pas ». En effet, des policiers ont fait irruption dans le café Marchelli où Aziz a invité Lila et sa famille pour le repas de fiançailles et l'ont emmené sans que les Manouches aient réagi. Dans le bureau du commissaire, Aziz se présente comme anti-héros, il se met à pleurer, parce que c'est la première fois qu'il est traité de façon injuste. Ensuite, il confesse que si quelqu'un lui vole son atlas, ce serait une perte plus importante que d'avoir perdu Lila, car l'amour pour Lila a moins de poids à ses yeux que les études. Après que le gouvernement a pris des mesures pour les clandestins avec l'Office des migrations internationales (OMI), Aziz est envoyé au Maroc en compagnie d'un « attaché humanitaire », Jean-Pierre Schneider, qui a pour mission de le reconduire sur son « lieu d'origine », de l'aider à « renouer avec ses racines », de l'épauler dans la recherche d'emploi auprès des autorités locales.
L'attaché humanitaire est déprimé, puisqu'il est en instance de divorce avec Clémentine, sa femme. Aziz se lie rapidement d'amitié avec lui, puisqu'ils ont quelques points en commun et Aziz éprouve de la sympathie pour lui, et puisqu'il a besoin de rêve, pour oublier sa femme, lui raconte l'histoire de Lila et parle d'Irghiz, un endroit imaginaire et son lieu de naissance imaginaire, situé selon Aziz dans l'Atlas. Il ajoute avoir été le premier à quitter Irghiz pour chercher du secours.
Jean-Pierre Schneider décide alors d'écrire plus tard un livre à l'aide de ses notes au sujet d'Aziz, qu'il intitulera Un aller simple, dans l'espoir de devenir ainsi célèbre et de regagner le cœur de sa femme. Avec Valérie d'Armeray de Villeneuve, une guide-chauffeur, ils partent tous les trois dans l'Atlas en quête du pays imaginaire, histoire d'aller chacun au bout de ses rêves. Mais le rêve se termine bien vite car Jean-Pierre meurt en raison d'une autre maladie non soignée. Aziz décide de ramener son corps en France chez ses parents. Ceux-ci hébergent Aziz et le traitent comme leur fils. Ce dernier termine  le livre entamé par le défunt.

## Éditions
- Didier van Cauwelaert, Un aller simple : roman, Paris, Éditions Albin Michel, 1994, 194 p. (ISBN 2-226-07010-9)
- Didier van Cauwelaert, Un aller simple, Paris, Librairie générale française, coll. « Le Livre de poche » (no 13853), 1995, 119 p. (ISBN 2-253-13853-3)